# Bruno Renard (architecte)
Pour les articles homonymes, voir Bruno Renard et Renard (homonymie).
Bruno Renard (Tournai le 30 décembre 1781 - Saint-Josse-ten-Noode 17 juin 1861) est un architecte belge.

## Biographie et œuvres
Bruno Jean-Baptiste Christian Joseph Renard est le fils de Mathieu Jean-Baptiste Renard, de Douai, entrepreneur de travaux publics, et de Pétronille Bourla. Il épouse Françoise Jeanne Landrin. Il est le père du général et ministre de la Guerre Bruno Renard.
De 1819 à 1823, il fut chargé par les autorités belges de travaux à la place forte de Tournai et de la construction du pavillon du gouverneur à la citadelle.
Tout jeune, Bruno Renard manifeste du goût pour le dessin et reçoit les premières leçons de son oncle maternel, Dominique Bourla, architecte à Paris. Il effectue ses études dans la même ville sous la direction de deux architectes renommés : Charles Percier et Pierre-François-Léonard Fontaine, les principaux représentants du style Empire. Par la suite, il revient à Tournai et est nommé, le 22 février 1808, architecte municipal et professeur d'architecture à l'Académie de dessin. Il sera chargé par la ville de participer à tous les travaux dont l'exécution transformera l'aspect de la cité. Il crée ainsi : 
- la plus grande partie de la Place Saint Pierre sur l'emplacement de l'église du même nom, démolie en 1821 ;
- la Place du Parc à l'emplacement de la Halle aux Consaux (hôtel de Ville), démolie en 1822 ;
- l'Hôtel Gorin ;
- la Salle des Concerts de 1822 à 1824 ;
- le Quai Vifquin, en supprimant, en 1812, la rangée de maisons de la rue des Tanneurs, dont les murs arrière plongeaient dans l'Escaut ;
- la galerie et la salle carrée du Musée d'histoire naturelle inaugurées en 1839 dans la cour d'honneur de l'Hôtel de ville.

Installé définitivement en Belgique, il a également mis en œuvre la restauration du beffroi à partir de 1844, afin de restituer au monument sa physionomie première. Chargé également des travaux de voirie pour assainir les quartiers populeux de Tournai, Renard est contraint par une administration malavisée de commettre certains actes de vandalisme comme la démolition de la Halle aux Consaux et du Pont de l'Arche. Il exécute toutefois un relevé des monuments gothiques détruits, laissant ainsi une collection de dessins très fidèles d'une grande valeur archéologique.
Parmi les nombreuses constructions privées dues à Bruno Renard, on peut citer : 
- la Maison du Jeu de Paume à la rue Perdue, de style Louis XVI ;
- la Manufacture impériale de Tapis, son œuvre la plus monumentale, qu'il construisit, sous l'Empire, sur l'emplacement de l'ancien couvent des Clarisses, dans la rue du même nom, en 1811 ; on peut encore admirer l'entrée néo-classique qui faisait encore partie d'un portique central dont le couronnement était assuré par six statuettes dues au sculpteur Paul Dumortier ; une statuette survivante se trouve au musée du Folklore ;
- la Porte du cimetière du Nord, de style Empire ;
- le Château de la Chartreuse à Chercq ;

Plus tard, il participe à la naissance de l'architecture industrielle ;  
- le bâtiment principal des Houillères d'Hornu (aujourd'hui appelé Grand-Hornu) et ses 200 habitations ouvrières en sont le témoignage bien conservé et transformé, à la fin du XXe siècle, en centre culturel.

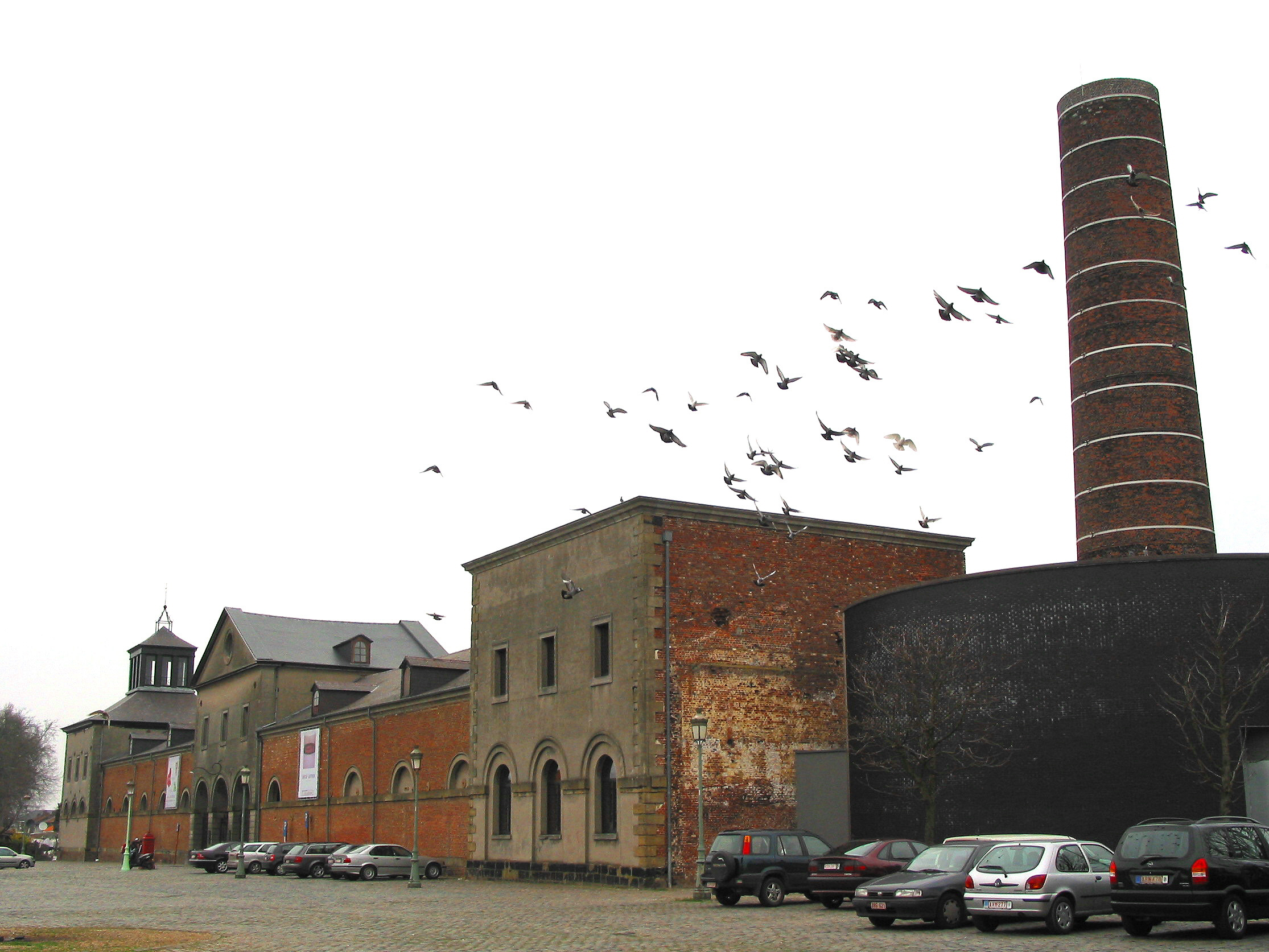
Côté occidental de l'ancien complexe industriel du « Grand-Hornu »
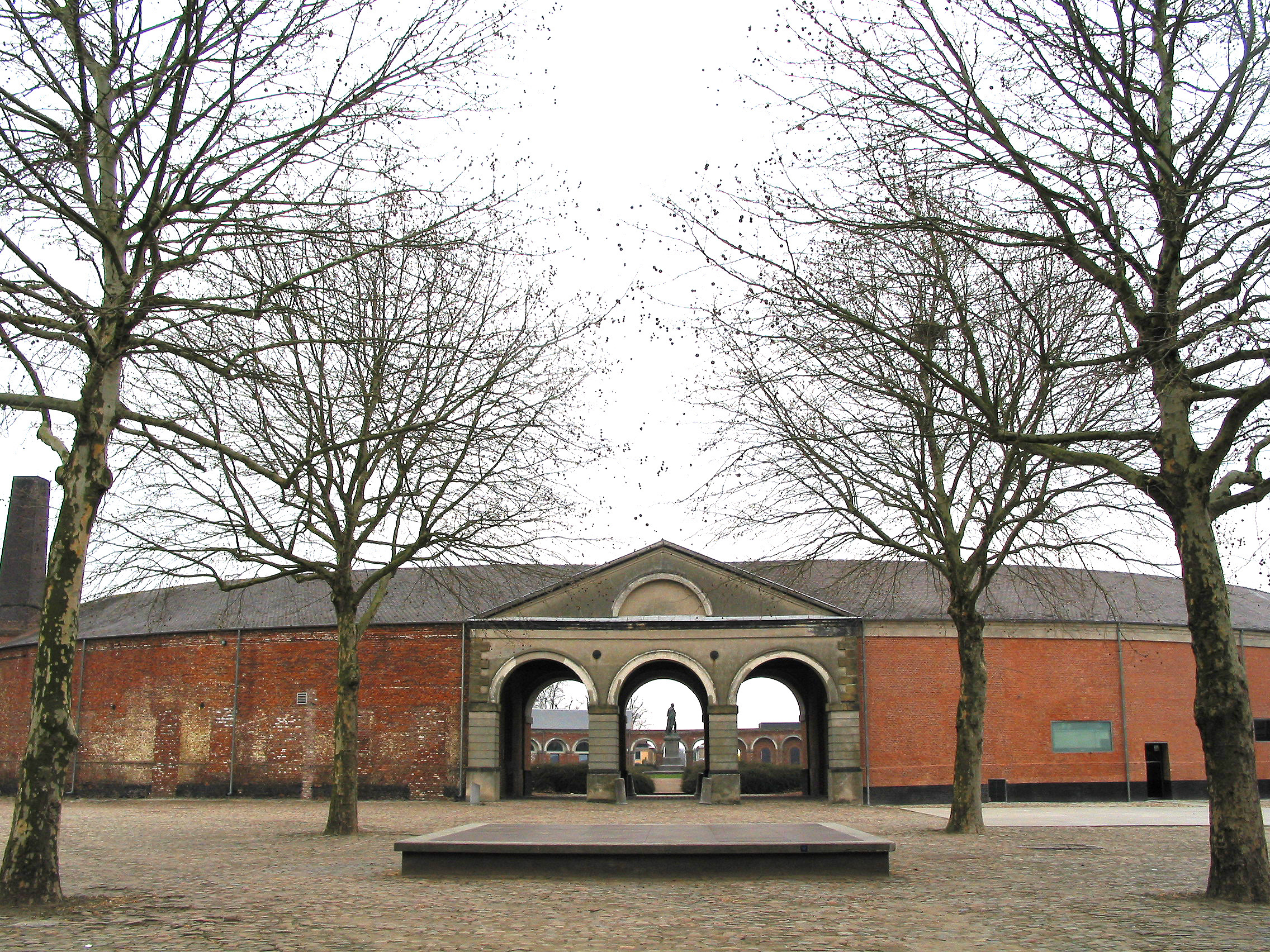
Portique monumental de la seconde cour du « Grand-Hornu »
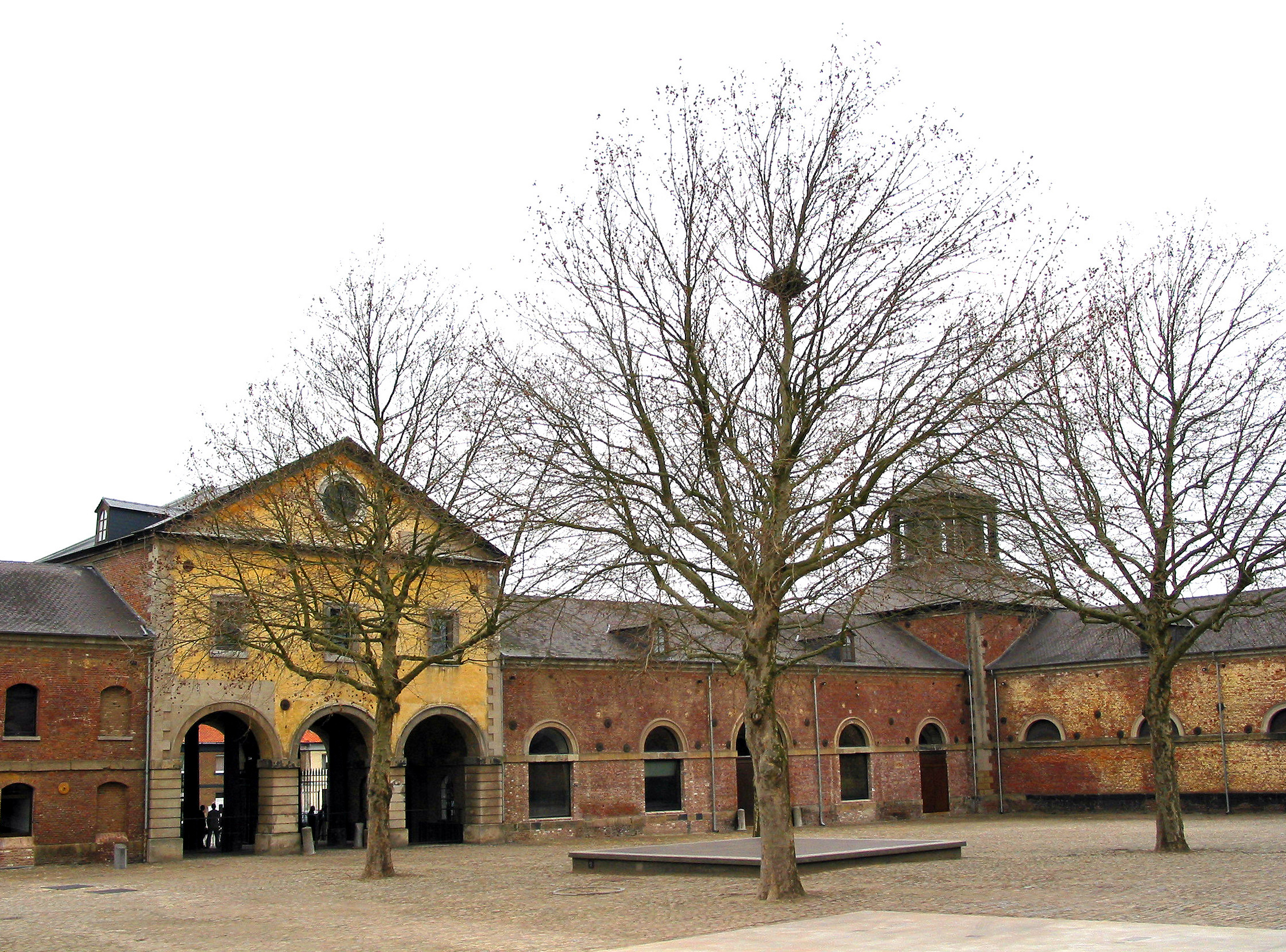
Seconde cour intérieure et portique du « Grand-Hornu »
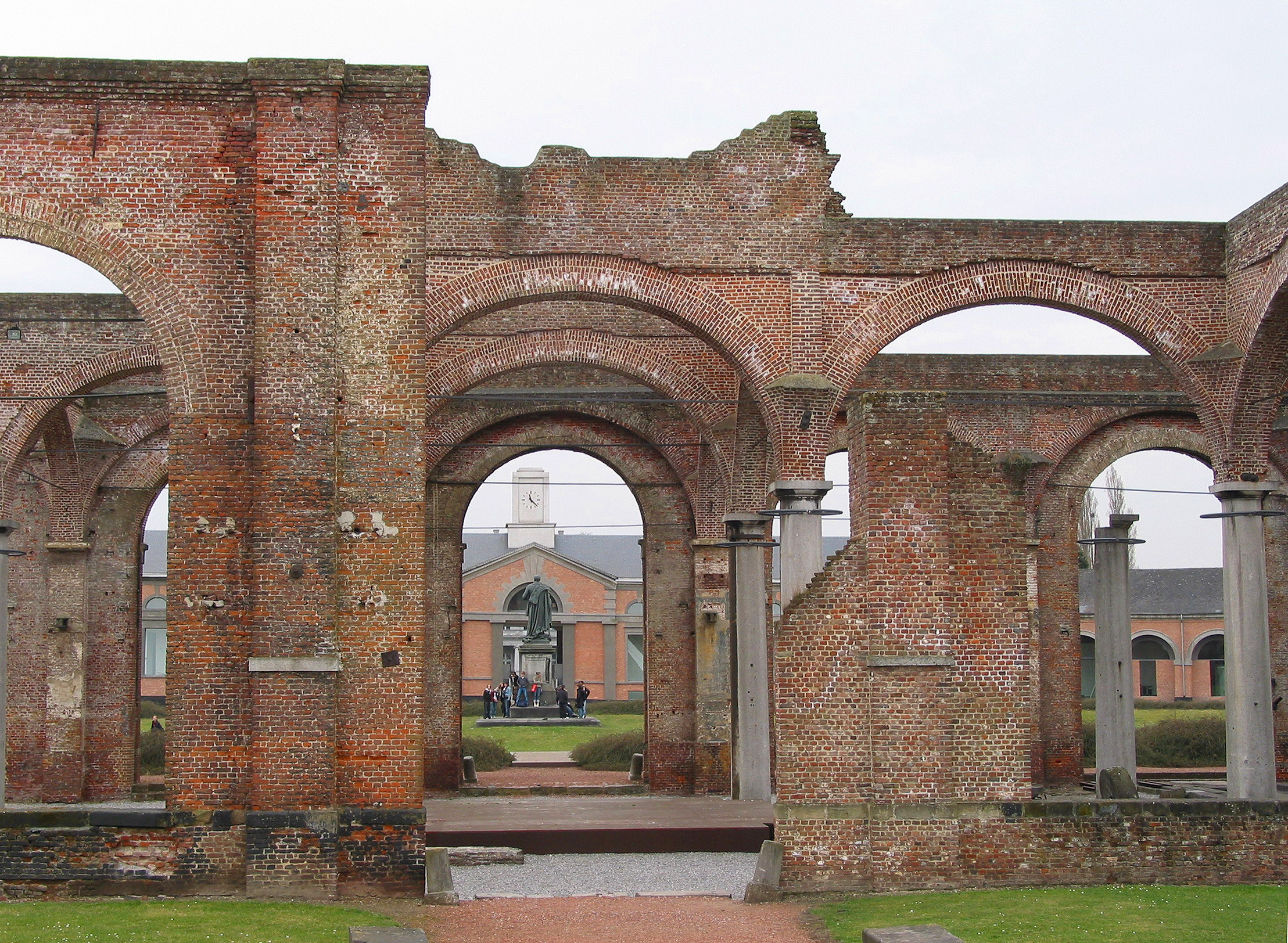
Ruines des ateliers et cour ovale de l'ancien complexe industriel

L'étude qui lui tint particulièrement à cœur fut celle qu'il entreprit vers 1840 avec un comité d'archéologues érudits, en vue de la restauration de la Cathédrale Notre-Dame de Tournai. À la suite de certains malentendus avec les membres de la commission, il renonça, en 1849, à la direction des travaux, qui furent poursuivis par l'architecte Justin Bruyenne. L'étude approfondie du monument s'est traduite, en 1852, par une Monographie de Notre-Dame de Tournai, plans, coupes, élévations et détails de cet édifice.
Renard a dessiné, et c'est probablement lui qui l'a mis sur pierre, le frontispice des Fastes belgiques, ouvrage illustré de lithographies publié par Marcellin Jobard en 1821.
Comme professeur, il a institué un cours de dessin industriel et a formé, pendant plus de cinquante ans, un nombre important d'architectes. Il publia à leur usage un Cours de dessin linéaire. Membre fondateur de la Société historique et littéraire de Tournai, il fit part à ses confrères, le 15 février 1846, du résultat de ses recherches sur l'enceinte galloromaine de Tournai, les anciennes chaussées romaines, l'église d'Esquelmes, l'ancienne chapelle Saint-Pierre de la rue Saint-Martin à Tournai etc. Bruno Renard était un membre effectif de la classe des Beaux-Arts de l'Académie royale de Belgique depuis 1852, membre de la Commission royale des Monuments depuis la création de cette institution en 1837. Son appartenance maçonnique date de 1808 ; il fut Vénérable maître des Frères réunis à plusieurs reprises entre 1823 et 1840. Le 23 février 1858, la ville de Tournai célébra avec éclat son double jubilé pour cinquante années passées comme architecte communal et comme professeur à l'Académie. On lui offrit son portrait peint par Joseph Stallaert.
En 1861, il se retira à Bruxelles, chez son fils, le général Bruno Jean-Baptiste Renard où il mourut.